# Super Bowl XLVIII
Match précédent Match suivant
Le Super Bowl XLVIII est la 48e finale annuelle de la ligue nationale de football américain, qui clôt la saison 2013 de la NFL. Le match a lieu le 2 février 2014 au MetLife Stadium d'East Rutherford (New Jersey), où sont domiciliés les Jets et les Giants de New York, et oppose les Broncos de Denver, champions AFC, aux Seahawks de Seattle, champions NFC.
Les Seahawks de Seattle remportent cette édition sur le score de 43 à 8.
Cette finale établit également un nouveau record d'audience à la télévision américaine avec 111,5 millions de téléspectateurs.

## Contexte
Cet événement se déroule pour la première fois dans la région du Grand New York et est le premier Super Bowl à être organisé par deux États, celui de New York et du New Jersey. C'est également le premier Super Bowl à se jouer dans un stade ouvert au nord du pays. Le traditionnel spectacle de la mi-temps est assuré cette année par le chanteur Bruno Mars accompagné par le groupe Red Hot Chili Peppers.

## Équipes
Les deux équipes, les Broncos de Denver et les Seahawks de Seattle, ont respectivement remporté les finales de l'American Football Conference (AFC) et de la National Football Conference (NFC).
Le parcours des deux équipes est assez similaire, les deux ayant terminé la saison régulière avec le même bilan de 13-3 et en tête de leurs Conférences respectives. C'est ainsi la première fois depuis 2009 que les deux premières équipes de chaque Conférence parviennent à atteindre le Super Bowl.
Les Broncos possèdent déjà un important passif avec le Super Bowl, ayant participé six fois à la grande finale pour en remporter deux, les Super Bowls XXXII et XXXIII grâce notamment au quarterback John Elway. Ils ne sont néanmoins plus retournés à ce niveau depuis ce dernier Super Bowl qui clôturait la saison 1998. Les Seahawks sont quant à eux moins habitués à l'événement, avec une seule participation au Super Bowl, le XL, perdu contre les Steelers de Pittsburgh en 2005.

### Broncos de Denver
Avant même le début de la saison, les Broncos, entraînés par John Fox, font figure de favoris, grâce notamment à leur QB vedette, Peyton Manning, mais aussi grâce à d'autres armes offensives de choix comme les wide receivers Demaryius Thomas et Wes Welker, arrivé durant l'inter-saison, le running back Knowshon Moreno ou bien une ligne offensive solide menée par exemple par le triple pro bowler Ryan Clady. Leur escouade défensive n'est elle-même pas dénuée de talent, avec la présence du linebacker Von Miller, considéré comme l'un des meilleurs à son poste la saison précédente, et celle du Cornerback do-décuple pro bowler Champ Bailey. Mais cette position de favori est également influencée par leurs résultats de 2012, où l'équipe avait terminé avec un bilan de 13-3, une première place de Conférence et n'avait été éliminée des playoffs qu'à l'issue d'une rencontre folle avec deux prolongations contre les Ravens de Baltimore.
Dès le premier match de la saison, les Broncos marquent les esprits en se vengeant des Ravens sur le score de 49 à 27, match au cours duquel Manning est le premier QB depuis 1969 à lancer 7 TDs en une seule rencontre. Ils enchaînent à partir de là, 6 victoires consécutives où Manning accumule 22 TDs pour seulement 2 interceptions, avec notamment deux matchs consécutifs avec plus de 50 points inscrits lors des 5e et 6e journées. Après une défaite face à l'ancienne équipe de Manning, les Colts d'Indianapolis, les Broncos remportent trois autres rencontres de suite, dont une face aux Chiefs de Kansas City qui met fin à l'invincibilité de ces derniers et permet aux Broncos de prendre l'avantage dans la course au titre de la Division Ouest de l'AFC. Malgré une défaite face aux Patriots de la Nouvelle-Angleterre lors de la 12e journée, où Manning signe le plus mauvais match de sa saison avec sa seule évaluation de l'année en dessous de 90, puis une face aux Chargers de San Diego lors de la 15e, les Broncos terminent fort cette saison. En plus d'obtenir un bilan excellent de 13 victoires pour 3 défaites, de remporter la Division Ouest et même une première place en Conférence AFC synonyme de qualification au tour de Division des playoffs et d'avantage du terrain, ils battent plusieurs records prestigieux en dépassant par exemple le record de points inscrits en une saison, détenu jusque-là par les Patriots de 2007, en devenant la première équipe de l'histoire à dépasser les 600 points inscrits avec 606 et en étant la première équipe dont cinq joueurs, en dehors desQBs, réussissent à inscrire au moins 10 TDs en une saison. Au niveau des joueurs, cette saison est celle des records pour Manning, qui devient le QB à avoir lancé le plus de touchdowns (55) et à avoir gagné le plus de yards à la passe en une saison (5 477). Même leur kicker Matt Prater se distingue en battant le record du plus long field goal de l'histoire de la NFL avec 64 yards. Malgré ces prouesses et cette attaque historique, les Broncos souffrent tout de même de problèmes défensifs, avec seulement quatre matchs où l'équipe a encaissé moins de 20 points, et en terminant avec 399 points encaissés sur toute la saison, ce qui fait d'elle la deuxième plus mauvaise défense à se qualifier en playoffs cette saison derrière celle des Packers de Green Bay. Un autre sujet de crainte pour les Broncos est la prétendue frilosité de Manning en play-offs, qui n'a figuré qu'à deux Super Bowls en douze participations à ce niveau et qui détient notamment le record du plus grand nombre de défaites à domicile durant ces matchs couperets avec 5.
Pour leur premier match de playoffs, les Broncos affrontent à domicile leurs rivaux de Division Ouest, les Chargers. Malgré un retour de ces derniers dans le dernier quart-temps, les Broncos maîtrisent la majeure partie de la rencontre et remportent la victoire sur le score de 24-17, en s'appuyant une fois n'est pas coutume sur le jeu de course et la défense. Cette victoire permet aux Broncos d'atteindre la neuvième Finale de Conférence de leur histoire. Celle-ci se joue encore au Mile High Stadium de Denver et les oppose aux Patriots. C'est la 14e fois que Manning affronte Tom Brady, le quarterback des Pats, dont la quatrième fois en série, pour seulement 4 victoires. Manning maîtrise pourtant ce match du début à la fin et se montre intraitable en complétant plus de 70 % de ses passes pour 400 yards et 2 touchdowns, aidé de nouveau par une attaque au sol à plus de 100 yards et une défense d'une efficacité remarquable par rapport à la saison régulière. Cela permet aux Broncos de remporter la victoire sur le score de 26 à 16 et ainsi d'atteindre le Super Bowl XLVIII.

### Seahawks de Seattle
Entraînés par Pete Carroll, les Seahawks sont une équipe en construction dont les résultats surprennent depuis 2012. S'ils s'appuient sur une escouade offensive efficace, menée par le jeune quarterback Russell Wilson, titulaire surprise la saison précédente, accompagné par des cibles de choix tels Percy Harvin ou Golden Tate, et par l'imposant running back Marshawn Lynch, dit Beast Mode ; c'est surtout la défense qui fait la force de l'équipe, avec une association extrêmement efficace entre les cornerbacks Richard Sherman et Brandon Browner, et les safeties Kam Chancellor et Earl Thomas, association qui date de 2011 et qui est couramment nommé la Legion of Boom. Cette défense, presque inchangée durant la saison 2013 à l'exception de Browner, suspendu pour usage de drogues, est déjà à l'origine des excellents résultats des Seahawks en 2012, où l'équipe avait terminé meilleure défense de la saison et avec un bilan de 11-5, avant d'être défaite de justesse en playoffs par les Falcons d'Atlanta. En plus de son escouade, l'équipe bénéficie enfin d'un dernier avantage, elle est très difficile à battre à domicile : le CenturyLink Field de Seattle est en effet considéré comme l'un des stades accordant le plus d'avantages à son équipe à domicile, grâce notamment à une sonorisation particulière qui en fait le stade le plus bruyant du monde, gênant très souvent leurs adversaires.
Ces bons résultats en 2012 et la marge de progression notamment de Wilson placent les Seahawks dans une position de favori dès le début de la saison. Et comme pour les Broncos, les Hawks ne font pas mentir les analystes en remportant leurs quatre premières rencontres, dont une importante victoire sur leurs principaux rivaux, les 49ers de San Francisco, battus 29-3 lors de la 2e journée. Après un incident de parcours lors d'une défaite 28-34 face aux Colts, qui sont la seule équipe de la saison à leur mettre plus de 24 points, ils enchaînent 7 victoires d'affilée qui leur permettent d'être la première équipe de la saison qualifiée en playoffs, dès la 13e journée. Les derniers matchs sont un petit peu plus mitigés : s'ils éteignent complètement les Giants de New York par 23 à 0, les Seahawks se font surprendre par les Cardinals de l'Arizona (première défaite à domicile en deux ans) et surtout perdent lors du match retour face aux 49ers, une défaite qui les oblige à attendre la toute dernière journée et une victoire sur les Rams de Saint-Louis pour remporter leur Division Ouest et la première place de Conférence NFC en finissant sur le bilan de 13-3, avec une petite victoire seulement devant les 49ers. L'équipe termine en tous cas meilleure défense de la saison pour la deuxième année de suite, avec seulement 231 points encaissés (soit une moyenne de moins de 15 points par match) et un grand nombre de ses joueurs sont sélectionnés pour le Pro Bowl, à l'image de Wilson, Sherman ou Thomas. Un défaut parfois visible de l'équipe reste toutefois son attaque, qui a du mal à être décisive seule, comme l'ont montré les difficultés rencontrées dès que la défense était moins bonne comme lors du match contre les Colts.
En playoffs, qualifiés directement pour le match de Division et ayant obtenu l'avantage du terrain, ils affrontent tout d'abord les Saints de La Nouvelle-Orléans dans leur stade, et les battent 23-15 grâce notamment à une solide défense et à deux touchdowns de Marshawn Lynch. Les Seahawks se qualifient alors pour la troisième Finale de Conférence de leur histoire, contre les 49ers, qu'il s'agit d'affronter pour la troisième fois de la saison. L'équipe californienne domine tout d'abord ce match, en étouffant l'attaque de Seattle, mais les Hawks finissent par se réveiller en fin de partie et remportent finalement une difficile victoire  par 23 à 17, aidés par trois turnovers de Colin Kaepernick dans le dernier quart-temps. Cette victoire leur assure ainsi une place pour le Super Bowl XLVIII, huit ans après leur premier match à ce niveau.

## Déroulement du match
Source :
| Données | Résultat |    |    |    |       |
| - Stade : MetLife Stadium, East Rutherford, New Jersey - Date : 2 février 2014 - Heures : 18:32 heure locale - Température : 9 °C - Vent : ONO, 6 km/h - Météo : Partiellement nuageux - Assistance : 82 529 spectateurs - Arbitre : McAulay, Terry | \| Score \| Q1 \| Q2 \| Q3 \| Q4 \| Total \| \| Seahawks \| 8 \| 14 \| 14 \| 7 \| 43 \| \| Broncos \| 0 \| 0 \| 8 \| 0 \| 8 \| Notes : Statistiques |    |    |    |       |
| Score | Q1 | Q2 | Q3 | Q4 | Total |
| Seahawks | 8 | 14 | 14 | 7  | 43    |
| Broncos | 0 | 0  | 8  | 0  | 8     |

| QT          | Temps       | Drive       | Drive       | Drive       | Équipe      | Description de l'action | Score | Score |
| ----------- | ----------- | ----------- | ----------- | ----------- | ----------- | --- | ----- | ----- |
| QT          | Temps       | Jeux        | Yards       | TDP         | Équipe      | Description de l'action | SEA   | DEN   |
| 1           | 14 min 48 s | -           | -           | -           | SEA         | Safety à la suite d'un tacle de DE Cliff Avril sur RB Knowshon Moreno qui avait récupéré un fumble (- 14 yards) dans sa zone d'en-but                                                 | 2     | 0     |
| 1           | 10 min 21 s | 9           | 51          | 4 min 27 s  | SEA         | FG de 31 yards par kicker Steven Hauschka | 5     | 0     |
| 1           | 2 min 16 s  | 13          | 58          | 6 min 15 s  | SEA         | FG de 33 yards par kicker S. Hauschka | 8     | 0     |
| 2           | 12 min 0 s  | 7           | 37          | 3 min 59 s  | SEA         | TD à la suite d'une course de 1 yard par RB Marshawn Lynch + 1 point de conversion par kicker S. Hauschka                                                                             | 15    | 0     |
| 2           | 3 min 21 s  | -           | -           | -           | SEA         | Touchdown à la suite d'un retour d'interception de 69 yards par LB Malcolm Smith + 1 point de conversion par kicker S. Hauschka                                                       | 22    | 0     |
| 3           | 14 min 48 s | -           | -           | -           | SEA         | Touchdown à la suite d'un retour de kickoff de 87 yards par WR Percy Harvin + 1 point de conversion par kicker S. Hauschka                                                            | 29    | 0     |
| 3           | 2 min 58 s  | 6           | 58          | 2 min 57 s  | SEA         | Touchdown de 23 yards par WR Jermaine Kearse à la suite d'une réception d'une passe de QB Russell Wilson + 1 point de conversion par kicker S. Hauschka                               | 36    | 0     |
| 3           | 0 min 0 s   | 6           | 80          | 2 min 58 s  | DEN         | Touchdown de 14 yards par WR Demaryius Thomas à la suite d'une réception d'une passe de QB Peyton Manning + tentative de conversion à 2 points réussie (passe de Manning vers Welker) | 36    | 8     |
| 4           | 11 min 45 s | 5           | 48          | 3 min 15 s  | SEA         | Touchdown de 10 yards par WR Doug Baldwin à la suite d'une réception d'une passe de QB R. Wilson + 1 point de conversion par kicker S. Hauschka                                       | 43    | 8     |
| Score final | Score final | Score final | Score final | Score final | Score final | Score final | 43    | 8     |

## Joueurs titulaires
| Seattle          | Postes  | Denver                      |
| ---------------- | ------- | --------------------------- |
| Attaque          |         |                             |
| Doug Baldwin     | WR      | Demaryius Thomas            |
| Russell Okung    | LT      | Chris Clark                 |
| James Carpenter  | LG      | Zane Beadles                |
| Max Unger        | C       | Manny Ramirez               |
| J. R. Sweezy     | RG      | Louis Vasquez               |
| Breno Giacomini  | RT      | Orlando Franklin            |
| Alvin Bailey     | T / TE  | Julius Thomas               |
| Zach Miller      | TE / WR | Eric Decker                 |
| Golden Tate      | WR      | Wes Welker                  |
| Russell Wilson   | QB      | Peyton Manning              |
| Marshawn Lynch   | RB      | Knowshon Moreno             |
| Défense          |         |                             |
| Cliff Avril      | DE      | Malik Jackson               |
| Michael Bennett  | DT      | Sylvester Williams          |
| Clinton McDonald | DT      | Terrance Knighton           |
| Chris Clemons    | DE      | Shaun Phillips              |
| K. J. Wright     | LB      | Nate Irving                 |
| Bobby Wagner     | LB      | Paris Lenon                 |
| Walter Thurmond  | CB / LB | Danny Trevathan             |
| Richard Sherman  | CB      | Champ Bailey                |
| Byron Maxwell    | CB      | Dominique Rodgers-Cromartie |
| Kam Chancellor   | SS      | Duke Ihenacho               |
| Earl Thomas      | FS      | Mike Adams                  |

## Records
- Peyton Manning a lancé 34 passes complètes, un record au Super Bowl.
- Le touché de sureté (Safety) le plus rapide de l'histoire du Super Bowl a été inscrit 12 secondes après le début du match.
- La 5e défaite des Broncos lors d'un Super Bowl constitue également un record.
- Il s'agit du troisième Super Bowl à s'être conclu par un scorigami[8].

## Diffusion
Aux États-Unis, la retransmission est assurée par la Fox.
La rencontre est également diffusée à l'international sur d'autres chaînes de télévision:
- en France, W9, qui a déjà diffusé les Super Bowls XLVI et XLVII; et BeIN Sports
- en Suisse, RTS Deux
- au Canada, CTV et RDS